# Roeboides
Roeboides ist eine Gattung kleiner Salmler, die weit verbreitet in Mittel- und Südamerika vorkommt.

## Merkmale
Die Roeboides-Arten sind der nah verwandten Gattung Charax recht ähnlich. Ihr Körper ist hochrückig, langgestreckt, seitlich stark abgeflacht und annähernd transparent. Sie werden mit Längen von 4,8 bis 18,5 Zentimeter nur größer als die Charax-Arten und ihr Schlüsselbein (Clavicula) weist einen Stachel auf. Die Rückenflosse steht etwa über der Körpermitte und ist bei den Männchen zugespitzt. Die Afterflosse ist sehr lang, eine Fettflosse ist vorhanden. Die Schwanzflosse ist gegabelt, der untere Lappen ist oft länger. Der Kopf ist relativ kurz, das Auge groß. Neben den Kieferzähnen, die im Oberkiefer zweireihig angeordnet sind, hat die Gattung warzenartige, kleine Außenzähne, die bei geschlossenem Maul von außen sichtbar bleiben. Sie dienen dem Abraspeln von Schuppen anderer Fische.
Roeboides-Arten leben vor allem in dichten Pflanzenbeständen und halten sich bevorzugt in den unteren Wasserschichten auf. Wie die Charax-Arten schwimmen sie in schräger Körperhaltung mit dem Kopf nach unten.

## Arten
| - Roeboides affinis (Günther, 1868) - Roeboides biserialis (Garman, 1890) - Roeboides bonariensis (Steindachner, 1879) - Roeboides bouchellei Fowler, 1923 - Roeboides bussingi Matamoros et al., 2013 - Roeboides carti Lucena, 2000 - Dayis-Raubglassalmler (Roeboides dayi Steindachner, 1878) - Descalvado-Raubglassalmler (Roeboides descalvadensis Fowler, 1932) - Roeboides dientonito Schultz, 1944 - Roeboides dispar Lucena, 2001 - Guatemala-Glassalmler (Roeboides guatemalensis Günther, 1864) - Roeboides ilseae Psalidodon pynandi Bussing, 1986 | - Roeboides loftini Lucena, 2012 - Kleinschuppiger Glassalmler (Roeboides microlepis Reinhardt, 1851) - Roeboides myersii Gill, 1870 - Roeboides numerosus Lucena, 2000 - Roeboides occidentalis Meek & Hildebrand, 1916 - Roeboides oligistos Lucena, 2000 - Paraguay-Raubglassalmler (Roeboides paranensis Pignalberi, 1975) - Roeboides prognathus (Boulenger, 1895) - Roeboides sazimai Lucena, 2007 - Thurns Raubglassalmler (Roeboides thurni Eigenmann, 1912) - Roeboides xenodon (Reinhardt, 1851) |